# Hohnhorst (Dolna Saksonia)
Hohnhorst – miejscowość i gmina w Niemczech w kraju związkowym Dolna Saksonia, w powiecie Schaumburg, wchodzi w skład gminy zbiorowej Nenndorf.